# Octacnemus bythius
Octacnemus bythius är en sjöpungsart som beskrevs av Henry Nottidge Moseley 1876. Octacnemus bythius ingår i släktet Octacnemus och familjen Octacnemidae. Inga underarter finns listade i Catalogue of Life.